# Carlos Rodríguez Braun
Carlos Rodríguez Braun (Buenos Aires, 1948) és un economista hispano-argentí i catedràtic a la Universitat Complutense de Madrid.
És membre del Consell Acadèmic de la Fundació Libertad y Progreso, del Consell Assessor de la revista Anales de la Càtedra Francisco Suárez, del Consell Consultiu de l'Institut Universitari Eseade, del Consell Editorial i de Referato de la Revista d'Institucions, Idees i Mercats, del Consell Científic de la revista Processos de Mercat i del Consell Editorial de la revista Laissez-Faire. També és membre del Consell Internacional de la Fundació Atlas, del Consell Consultiu de l'Institut d'Estudis per a una Sociedad Abierta, del Consell Internacional de la Fundación Club de la Libertad i del Comitè Executiu de la Fundación Hispano-Británica.

## Premis
Pels acompliments del seu treball, ha rebut diferents premis com el de Juan de Mariana (Institut Juan de Mariana, Madrid, 2013), el d'Economia (Elocuent, Madrid, 2013), Apei/Prtvi Modalitat radio (Caldes de Malavella, 2013), Labor Divulgativa Ejemplar (Xarxa Know Square, Madrid, 2013), Libre Empresa (amb Juan Ramón Rallo; Fundació Rafael del Pino, Madrid, 2010) i el 1812 (Club Liberal 1812, Cadis, 2009).